# St. Petersburg Ladies Trophy 2021
Il St. Petersburg Ladies Trophy 2021 è stato un torneo femminile di tennis giocato su cemento indoor. È stata la 12ª edizione del St. Petersburg Ladies Trophy, la seconda della categoria WTA 500 nell'ambito del WTA Tour 2021. Il torneo si è giocato alla Sibur Arena di San Pietroburgo, dal 15 al 21 marzo 2021.

## Partecipanti al singolare

### Teste di serie
| Nazionalità | Giocatrice               | Ranking* | Testa di serie |
| ----------- | ------------------------ | -------- | -------------- |
| Belgio      | Elise Mertens            | 18       | 1              |
| Russia      | Ekaterina Aleksandrova   | 33       | 2              |
| Russia      | Veronika Kudermetova     | 34       | 3              |
| Francia     | Fiona Ferro              | 39       | 4              |
| Russia      | Svetlana Kuznecova       | 41       | 5              |
| Russia      | Anastasija Pavljučenkova | 43       | 6              |
| Lettonia    | Jeļena Ostapenko         | 51       | 7              |
| Francia     | Kristina Mladenovic      | 53       | 8              |

* Ranking al 8 marzo 2021.

### Altre partecipanti
Le seguenti giocatrici hanno ricevuto una wild card per il tabellone principale:
- Margarita Gasparyan
- Daria Mishina
- Vera Zvonarëva

Le seguenti giocatrici sono passate dalle qualificazioni:

1. Clara Tauson
2. Jaqueline Cristian
3. Anastasia Gasanova

1. Arina Rodionova
2. Kamilla Rachimova
3. Wang Xinyu

### Ritiri
Prima del torneo
- Belinda Bencic → sostituita da  Kirsten Flipkens
- Sorana Cîrstea → sostituita da  Aljaksandra Sasnovič
- Julija Putinceva → sostituita da  Dar'ja Kasatkina
- Alison Riske → sostituita da  Katarina Zavac'ka
- Patricia Maria Țig → sostituita da  Ana Bogdan
- Donna Vekić → sostituita da  Paula Badosa Gibert

## Partecipanti al doppio

### Teste di serie
| Nazione     | Giocatrice           | Nazione     | Giocatrice         | Rank1 | Seed |
| ----------- | -------------------- | ----------- | ------------------ | ----- | ---- |
| Russia      | Veronika Kudermetova | Belgio      | Elise Mertens      | 28    | 1    |
| Ucraina     | Nadežda Kičenok      | Romania     | Ioana Raluca Olaru | 98    | 2    |
| Stati Uniti | Kaitlyn Christian    | Stati Uniti | Sabrina Santamaria | 130   | 3    |
| Giappone    | Makoto Ninomiya      | Rep. Ceca   | Renata Voráčová    | 132   | 4    |

* Ranking al 8 marzo 2021.

### Altre partecipanti
Le seguenti coppie di giocatrici hanno ricevuto una wild card per il tabellone principale:
- Elena Vesnina /  Vera Zvonarëva
- Daria Mishina /  Ekaterina Shalimova

Le seguenti coppie di giocatrici entrano nel tabellone come Ranking protetto:
- Oksana Kalašnikova /  Alla Kudrjavceva
- Aleksandra Krunić /  Aleksandra Panova
- Vera Lapko /  Cornelia Lister

### Ritiri
Prima del torneo
- Ljudmyla Kičenok /  Jeļena Ostapenko → sostituite da  Jeļena Ostapenko /  Valerija Savinych
- Lidzija Marozava /  Andreea Mitu → sostituite da  Lidzija Marozava /  Aljaksandra Sasnovič

## Punti
| Evento    | V   | F   | SF  | QF  | 2T | 1T   | Q    | Q2   | Q1   |
| Singolare | 470 | 305 | 185 | 100 | 55 | 1    | 25   | 13   | 1    |
| Doppio    | 470 | 305 | 185 | 100 | 1  | N.D. | N.D. | N.D. | N.D. |

## Montepremi
| Evento    | V        | F       | SF      | QF      | 2T      | 1T     | Q2     | Q1     |
| Singolare | $146,500 | $78,160 | $41,680 | $22,410 | $12,000 | $7,610 | $3,720 | $1,850 |
| Doppio*   | $46,000  | $24,200 | $13,200 | $6,800  | $3,700  | N.D.   | N.D.   | N.D.   |

1Il premio del qualificato equivale al premio del primo turno.

*per team

## Campionesse

### Singolare
Dar'ja Kasatkina ha sconfitto  Margarita Gasparjan con il punteggio 6-3, 2-1 per ritiro.

### Doppio
Nadežda Kičenok /  Ioana Raluca Olaru hanno sconfitto  Kaitlyn Christian /  Sabrina Santamaria con il punteggio di 2-6, 6-3, [10-8].